# Suzuki GSF250 y GSF400

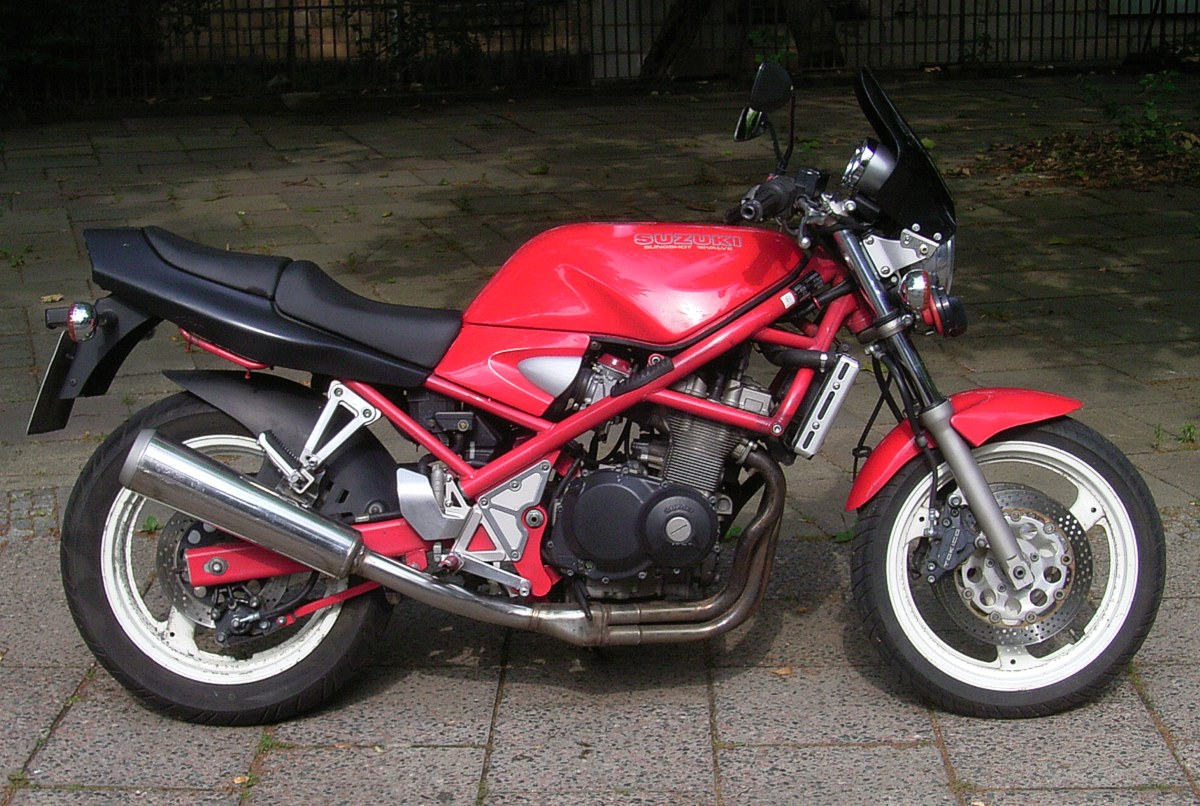
1991 Suzuki GSF400

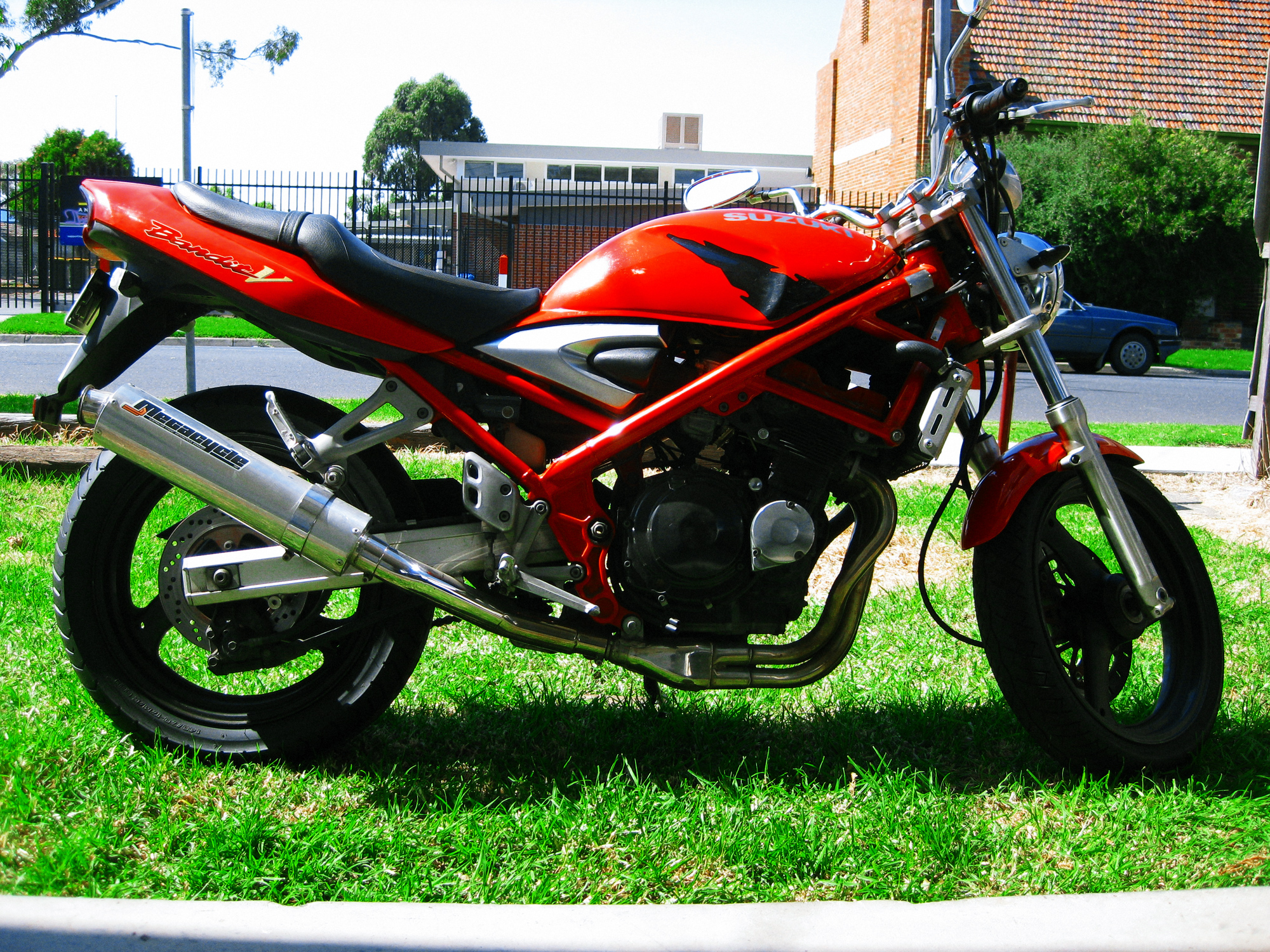
1995 Suzuki GSF250V with modified exhaust

Lanzadas en 1989, la Suzuki GSF250 y la Suzuki GSF400 son motocicletas de calle naked, enfriadas por líquido, 4 cilindros en línea transversal derivados de las motocicletas GSX-R250 y GSX-R400, montados como parte del chasis de acero tipo trellis con un solo amortiguador trasero. Aparte de los motores y la transmisión las "baby Bandits" comparten muchas de sus partes. Ediciones limitadas tienen un carenado estilo "retro". Los modelos 'N' tienen manubrios desarmables. Los modelos "GSF" y "Bandit" se usan a través de la serie completa dependiendo de la geografía y el año.
La primera generación de GSF250 (GJ74A) produce 45 CV (33 kilovatios), mientras que la GSF400 (GK75A) produce 59 CV (43 kilovatios).  La  GSF400 maneja la potencia extra con una cadena 525 (más resistente por ser de un calibre mayor que la 520) y doble disco para el freno delantero (un disco en EE. UU.), comparado con una cadena 520 y disco simple en la llanta delantera de la GSF250.
De 1991, la GSF400V recibió alimentación de combustible de tiempo variable a través de los balancines controlados por solenoide a un árbol de levas suplementario. Aunque es común que se conozca a estos modelos como "GSF400V-V", la '-V' solo denota a la Suzuki del año 1997. Las motocicletas de admisión variable se reconocen por el motor cubierto rojo y a veces cubierto de gris claro. La GSF250V arribó posteriormente en 1995.
En 1992, ajustes al motor mejoraron el torque en las revoluciones medias a cambio de una disminución en la potencia máxima a 53 CV (39 kilovatios) para la GSF400 y 40 CV (29 kilovatios) para la GSF250.
En 1995, la segunda generación de motocicletas GSF250V (GJ77A) y GSF400(V) (GK7AA) introdujeron actualizaciones significativas, que incluían nuevos estilo, tanque, filtro de aire, brazo llanta trasera, escape, controles, asiento, consola, etc.
Modelos GSF250
- GSF250 - años 'K' (1989), 'L' (1990), 'M' (1991), 'N' (1992), 'P' (1993), 'R' (1994).
- GSF250V - años 'S' (1995), 'Y' (2000).

- GSF250Z - limited, años 'M' (1991), 'N' (1992), 'P' (1993).
- GSF250VZ - limited, año 'S' (1995).

Modelos GSF400
- GSF400 - años 'K' (1989), 'L' (1990), 'M' (1991), 'N' (1992), 'P' (1993), 'R' (1994), 'S' (1995).
- GSF400V - Motor VC, años 'M' (1991), 'N' (1992), 'P' (1993), 'R' (1994), 'S' (1995), 'V' (1997).

- GSF400Z - limited, años 'L' (1990, SUZUKI 70th Anniversary "LIMITED" edition), 'M' (1991).
- GSF400VZ - motor VC, limited, años 'M' (1991), 'N' (1992), 'P' (1993), 'V' (1997).

## Especificaciones
| Modelo                                   | GSF250 (GJ74A)                                                                                | GSF250V (GJ77A)                                                                               | GSF400(V) (GK75A)                                                                             | GSF400(V) (GK7AA)                                                                             |
| ---------------------------------------- | --------------------------------------------------------------------------------------------- | --------------------------------------------------------------------------------------------- | --------------------------------------------------------------------------------------------- | --------------------------------------------------------------------------------------------- |
| Motor                                    | 4 tiempos 4 cilindros en línea, DOHC, 16 válvulas, refrigeración a líquido                    | 4 tiempos 4 cilindros en línea, DOHC, 16 válvulas, refrigeración a líquido                    | 4 tiempos 4 cilindros en línea, DOHC, 16 válvulas, refrigeración a líquido                    | 4 tiempos 4 cilindros en línea, DOHC, 16 válvulas, refrigeración a líquido                    |
| Desplazamiento                           | 248cc                                                                                         | 248cc                                                                                         | 398cc                                                                                         | 398cc                                                                                         |
| Diámetro × recorrido                     | 49.0×33.0mm                                                                                   | 49.0×33.0mm                                                                                   | 56.0×40.4mm                                                                                   | 56.0×40.4mm                                                                                   |
| Máxima potencia                          | 45 CV (33,1 kilovatios) (–1991) 40 CV (29 kilovatios) (1992–)                                 |                                                                                               | 59 CV (43,4 kilovatios) (–1991) 53 CV (39 kilovatios) (1992–)                                 |                                                                                               |
| Compresión                               | 12.5:1                                                                                        | 12.5:1                                                                                        | 11.8:1                                                                                        | 11.8:1                                                                                        |
| Inducción                                |                                                                                               | Mikuni BST29 ×4                                                                               | Mikuni BST32SS/BST33SS ×4                                                                     | Mikuni BST32SS/BST33SS ×4                                                                     |
| Ignición                                 | CDI; 1–2–4–3                                                                                  | CDI; 1–2–4–3                                                                                  | CDI; 1–2–4–3                                                                                  | CDI; 1–2–4–3                                                                                  |
| Transmisión                              | 6-velocidades secuenciales, siempre engranada                                                 | 6-velocidades secuenciales, siempre engranada                                                 | 6-velocidades secuenciales, siempre engranada                                                 | 6-velocidades secuenciales, siempre engranada                                                 |
| Embraque                                 | multiplato húmedo                                                                             | multiplato húmedo                                                                             | multiplato húmedo                                                                             | multiplato húmedo                                                                             |
| Transmisión final                        | 520 cadena sellada                                                                            | 520 cadena sellada                                                                            | 525 cadena sellada                                                                            | 525 cadena sellada                                                                            |
| Cuadro                                   | Trellis de acero; motor como parte del chasis con carga.                                      | Trellis de acero; motor como parte del chasis con carga.                                      | Trellis de acero; motor como parte del chasis con carga.                                      | Trellis de acero; motor como parte del chasis con carga.                                      |
| Lanzamiento                              | 26.5°                                                                                         | 26.5°                                                                                         | 26.5°                                                                                         | 26.5°                                                                                         |
| Avance                                   | 100 mm (3,9 pulgadas)                                                                         | 103 mm (4,1 pulgadas)                                                                         | 100 mm (3,9 pulgadas)                                                                         | 103 mm (4,1 pulgadas)                                                                         |
| Radio de giro                            | 3,2 m (126 pulgadas)                                                                          | 2,7 m (106,3 pulgadas)                                                                        | 3,2 m (126 pulgadas)                                                                          | 2,7 m (106,3 pulgadas)                                                                        |
| Suspensión delantera                     | 41 mm telescopic, coil spring, oil damped.                                                    | 41 mm telescopic, coil spring, oil damped.                                                    | 41 mm telescopic, coil spring, oil damped.                                                    | 41 mm telescopic, coil spring, oil damped.                                                    |
| Suspensión trasera                       | Conexión tipo 1 muelle helicoidal, amortiguador de gas/aceite, precarga ajustable de 7 pasos. | Conexión tipo 1 muelle helicoidal, amortiguador de gas/aceite, precarga ajustable de 7 pasos. | Conexión tipo 1 muelle helicoidal, amortiguador de gas/aceite, precarga ajustable de 7 pasos. | Conexión tipo 1 muelle helicoidal, amortiguador de gas/aceite, precarga ajustable de 7 pasos. |
| Recorrido de la suspensión delantera     | 120 mm (4,7 pulgadas)                                                                         | 130 mm (5,1 pulgadas)                                                                         | 120 mm (4,7 pulgadas)                                                                         | 130 mm (5,1 pulgadas)                                                                         |
| Recorrido de la suspensión trasera       | 120 mm (4,7 pulgadas)                                                                         | 128 mm (5 pulgadas)                                                                           | 120 mm (4,7 pulgadas)                                                                         | 128 mm (5 pulgadas)                                                                           |
| Rin frontal                              | 17M/C × MT3.00                                                                                | 17M/C × MT3.00                                                                                | 17M/C × MT3.00                                                                                | 17M/C × MT3.00                                                                                |
| Rin trasero                              | 17M/C × MT4.00                                                                                | 17M/C × MT4.00                                                                                | 17M/C × MT4.00                                                                                | 17M/C × MT4.00                                                                                |
| Llanta frontal                           | 110/70 –17M/C 54H                                                                             | 110/70R–17M/C 54H                                                                             | 110/70 –17M/C 54H                                                                             | 110/70R–17M/C 54H                                                                             |
| Llanta trasera                           | 140/70 –17M/C 66H                                                                             | 150/60R–17M/C 66H                                                                             | 150/70 –17M/C 69H                                                                             | 150/60R–17M/C 66H                                                                             |
| Frenos delanteros                        | 1 disco flotante, Pinza Tokico de 4 pistones                                                  | 1 disco flotante, Pinza Tokico de 4 pistones                                                  | Doble disco flotante, Pinza Tokico de 4 pistones; Un disco (N. América)                       | Doble disco flotante, Pinza Tokico de 4 pistones                                              |
| Frenos traseros                          | Un disco, Pinza Tokico de 2 pistones                                                          | Un disco, Pinza Tokico de 2 pistones                                                          | Un disco, Pinza Tokico de 2 pistones                                                          | Un disco, Pinza Tokico de 2 pistones                                                          |
| Batalla                                  | 1435 mm (56,5 pulgadas)                                                                       | 1415 mm (55,7 pulgadas)                                                                       | 1430 mm (56,3 pulgadas)                                                                       | 1410 mm (55,5 pulgadas)                                                                       |
| Largo                                    | 2050 mm (80,7 pulgadas)                                                                       | 2050 mm (80,7 pulgadas)                                                                       | 2130 mm (83,9 pulgadas) 2090 mm (82,3 pulgadas)                                               | 2050 mm (80,7 pulgadas)                                                                       |
| Ancho total                              | 700-745 mm (27,6-29,3 pulgadas)                                                               | 730 mm (28,7 pulgadas)                                                                        | 700-745 mm (27,6-29,3 pulgadas)                                                               | 730 mm (28,7 pulgadas)                                                                        |
| Altura total                             | 1060-1155 mm (41,7-45,5 pulgadas)                                                             | 1055 mm (41,5 pulgadas)                                                                       | 1060-1155 mm (41,7-45,5 pulgadas)                                                             | 1055 mm (41,5 pulgadas)                                                                       |
| Altura asiento                           | 750 mm (29,5 pulgadas)                                                                        |                                                                                               | 790 mm (31,1 pulgadas)                                                                        |                                                                                               |
| Libramiento inferior                     | 155 mm (6,1 pulgadas)                                                                         | 140 mm (5,5 pulgadas)                                                                         | 155 mm (6,1 pulgadas)                                                                         | 140 mm (5,5 pulgadas)                                                                         |
| Capacidad del tanque de combustible      | 14 L (3,7 galones americanos)                                                                 | 15 L (4 galones americanos)                                                                   | 14,5 L (3,8 galones americanos) 16 L (4,2 galones americanos)                                 | 15 L (4 galones americanos)                                                                   |
| Aceite del motor / con cambio del filtro | 2,7 L (0,7 galones americanos) / 3 L (0,8 galones americanos)                                 | 2,7 L (0,7 galones americanos) / 3 L (0,8 galones americanos)                                 | 2,3 L (0,6 galones americanos) / 2,8 L (0,7 galones americanos)                               | 2,3 L (0,6 galones americanos) / 2,8 L (0,7 galones americanos)                               |
| Líquido de enfriamiento                  | 1,7 L (0,4 galones americanos)                                                                | 1,9 L (0,5 galones americanos)                                                                | 1,9 L (0,5 galones americanos)                                                                | 2,17 L (0,6 galones americanos)                                                               |
| Peso seco                                |                                                                                               | 146 kg (322 libras)                                                                           | 168 kg (370 libras) 165 kg (364 libras)                                                       | 167 kg (368 libras)                                                                           |